# محسن صالحی چادکانی
محسن صالحی چادکانی سیاست‌مدار ایرانی بود، که در  دوره بیست و یکم   بعنوان نماینده فریدن در مجلس شورای ملی حضور داشت.